# Otomí de la Sierra
Otomí de la Sierra és un continu dialectal de la llengua otomí parlat a Mèxic per uns 70.000 individus a les muntanyes de la zona oriental de l'estat d'Hidalgo, Veracruz occidental i Puebla septentrional. Els parlants anomenen a la seva llengua Yųhų (Muntanyes de l'Est) o Ñųhų (Texcatepec i Tenango). Lastra 2001 el classifica com a Otomí oriental juntament amb l'otmí Ixtenco, Otomí Tilapa, i Otomí Acazulco. Les tres varietats d'Otomí de la Sierra, Muntanyes Orientals, Texcatepec, i Tenango, tenen una similitud lèxica del 70%; els dialectes de la Muntanya Oriental ho són d'un 80%, i hi serà considerat ací.

## Distribució
Els següents municipis tenen importants poblacions d'otomí de la Sierra (Dow 2005:236). Molts d'aquests municipis també tenen parlants de tepehua, Totonac, i nàhuatl.
| estat d'Hidalgo - Acaxochitlan - Huehuetla - San Bartolo Tutotepec - Tenango de Doria - Tulancingo estat de Puebla - Francisco Z. Mena - Pahuatlán - Pantepec - Tlacuilotepec - Tlaxco | estat de Veracruz - Benito Juárez - Chicóntepec - Coatzintla - Coyutla - Huayacocotla - Ixhuatlán de Madero - Temapache - Texcatepec - Tihuatlán - Tlachichilco - Zacualpan |

## Fonologia
L'inventari de fonemes que figura a continuació es basa en la fonologia particular del dialecte otomí de la Sierra com ho documentaren Voigtländer i Echegoyen (1985), els inventaris de fonemes d'altres dialectes varien lleugerament del de l'otomí de la Sierra.

### Consonants
|            | Bilabial | Bilabial | Dental | Dental | Alveolar | Alveolar | Palatal | Palatal | Velar | Velar | Glotal | Glotal |
| ---------- | -------- | -------- | ------ | ------ | -------- | -------- | ------- | ------- | ----- | ----- | ------ | ------ |
| Nasal      | m        | m        |        |        | n        | n        |         |         |       |       |        |        |
| Oclusiva   | p        | b        |        |        | t        | d        |         |         | k     | ɡ     | ʔ      | ʔ      |
| Fricativa  | ɸ        | ɸ        | θ      | θ      |          |          | ʃ       | ʃ       | x     | x     | h      | h      |
| Africada   |          |          |        |        | ts       | dz       |         |         |       |       |        |        |
| Bategant   |          |          |        |        | ɾ        | ɾ        |         |         |       |       |        |        |
| Aproximant |          |          |        |        |          |          | j       | j       | w     | w     |        |        |

### Vocals
|                | Anterior | Anterior | Central | Central | Posterior | Posterior |
| oral           | nasal    | oral     | nasal   | oral    | nasal     |           |
| -------------- | -------- | -------- | ------- | ------- | --------- | --------- |
| Tancada (high) | i        | ĩ        | ʉ       |         | u         | ũ         |
| Semioberta     | e        |          | ø       |         |           | õ         |
| Mitjana        | ɛ        | ɛ̃        |         |         | ɔ         |           |
| Oberta (low)   |          |          | ɑ       | ɑ̃       |           |           |